# Fort Luneta w Głogowie
Fort Luneta nad jeziorem Zamkowym w Głogowie (niem. Lünette am Schloss See) jest fortyfikacją o narysie pięciobocznym. Termin luneta jest historycznym określeniem oznaczającym niewielkie, wysunięte dzieło obronne: fort o narysie bastionu ze stanowiskami artyleryjskimi. 

## Historia
Fort zbudowany został w latach 1857–1860 przez głogowskie jednostki saperów fortecznych przy współudziale prywatnych firm budowlanych. W okresie tym zbudowano połączenie kolejowe Głogów – Leszno. Fort zlokalizowano na północnym przedpolu Głogowa w pobliżu mostu kolejowego i wału przeciwpowodziowego, jako jedno z wysuniętych dzieł artyleryjskich twierdzy głogowskiej – miał za zadanie bronić podejścia do umocnionego przyczółka mostowego (niem. Brückenkopf) oraz samego mostu kolejowego. 
Wały są ziemne, otoczone fosą wodną, szyja fortu zamknięta murem ze strzelnicami, ukształtowanymi przy wjeździe w dwie basteje (zwane dziś „kocimi uszami”, choć do uszu kota podobne nie są), wejście zamknięte bramą i mostem zwodzonym (niezachowanymi). Na dziedzińcu mieści się prostokątny środszaniec (Reduit) ceglany dla załogi. W 1914 roku został zbudowany drugi schron dla piechoty, pięciokomorowy, ze sklepieniami na blasze falistej. Z tyłu lunety przepływa Odrzyca (niem. Schloss See). Prawidłowa polska nazwa powinna brzmieć: Luneta przy Jeziorze Zamkowym lub Luneta Odrzycka. 